# Domenico Spada
Domenico Spada (Roma, 15 de septiembre de 1980) es un boxeador italiano de la categoría de peso medio. 

## Títulos
- 2004 - Campeón del Mundo Junior IBF
- 2006 - Campeón Italiano Profesionales
- 2006 - Campeón Internacional WBC
- 2007 - Campeón Internacional WBC
- 2008 - Campeón Internacional WBC